# Fujimi, Saitama
Fujimi (富士見市 Fujimi-shi) là thành phố thuộc tỉnh Saitama, Nhật Bản. Tính đến ngày 1 tháng 10 năm 2020, dân số ước tính thành phố là 111.859 người và mật độ dân số là 5.700 người/km2. Tổng diện tích thành phố là 19,77 km2.